# Relicina colombiana
Relicina colombiana é uma espécie de líquen da família Parmeliaceae. Foi descrito cientificamente em 2011.